# Martin Kove
Martin Kove (Nova Iorque, em 6 de março de 1947), é um ator e artista marcial americano, mais conhecido pelo papel de John Kreese no filme The Karate Kid (1984), além de suas participações nas sequências The Karate Kid II (1986) e The Karate Kid III (1989), e na série de televisão Cobra Kai (2018–2025). Além de sua carreira no cinema, ele se especializou em artes marciais, incluindo caratê, kenpo e kendo.

## Primeiros anos
Mudou-se com os pais ainda muito jovem para Los Angeles, Além de treinar artes marciais, Kove pratica diversos esportes e treina com pesos. Seu primeiro papel no cinema foi no filme Little Murders, em 1971. A partir desse momento não parou de trabalhar no cinema. Em 1972 teve um pequeno papel em A Última Casa à Esquerda e mais tarde trabalhou no filme Selvagens. Em 1973, Kove conseguiu um papel de ação em Cops and Robbers. Então, em 1975, ele atuou em The Wild Party, White Line Fever. Em 1977, Martin Kove atuou em The White Buffalo. No ano seguinte, ele trabalhou em The Incredible Hulk, uma série de televisão estrelada por Lou Ferrigno.

## Carreira

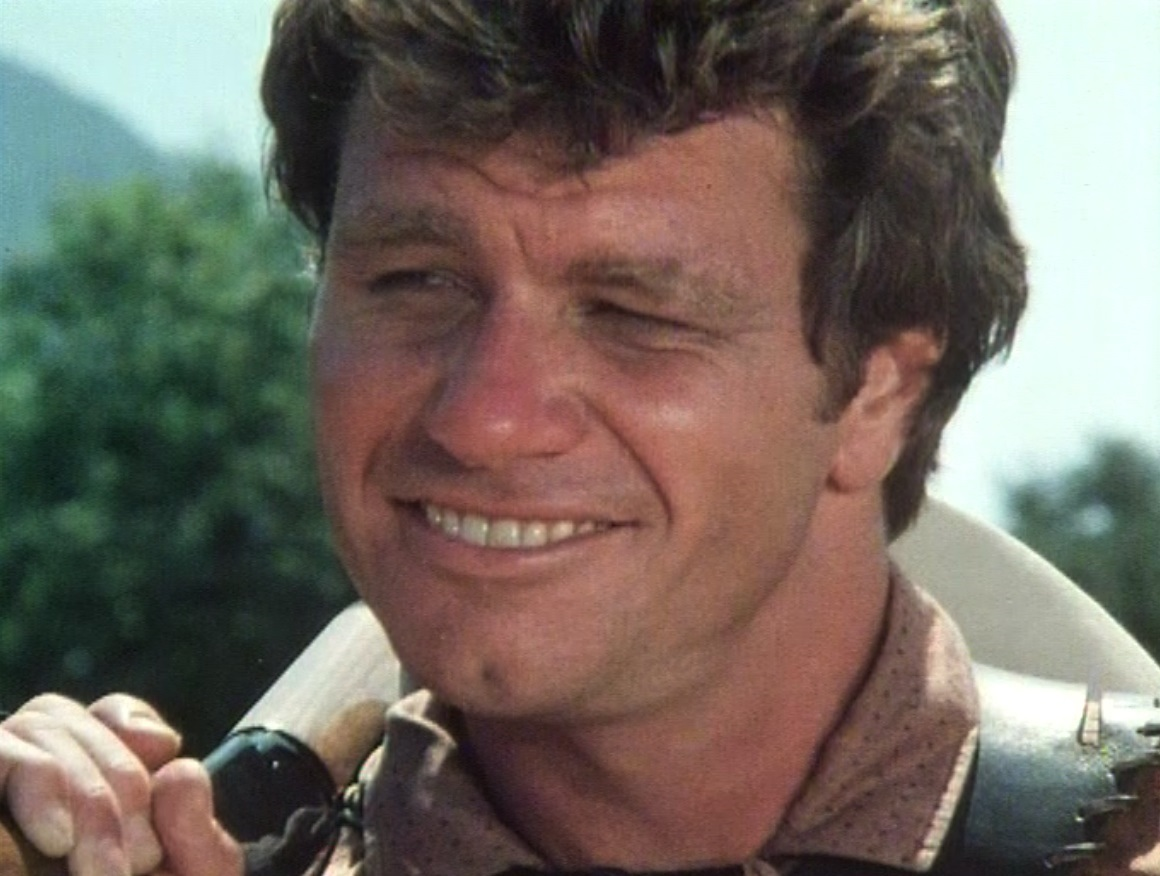
O Otimista (1983)

Em 1985, Kove teve um papel em Rambo 2 - A Missão, ao lado de Sylvester Stallone, interpretando um personagem antagônico. Em 1986, ele reprisou seu papel de John Kreese em Karate Kid II, utilizando material descartado do filme original de 1984 para iniciar a sequência. Em 1987, participou do filme Steele Justice, que teve desempenho comercial abaixo das expectativas. Em 1989, retornou para Karate Kid III, dividindo o papel de vilão com o ator Thomas Ian Griffith. Ele foi um dos poucos atores a aparecer em todos os filmes da trilogia original, junto com Pat Morita e Ralph Macchio. William Zabka também retornou nas sequências, mas com participações menores.

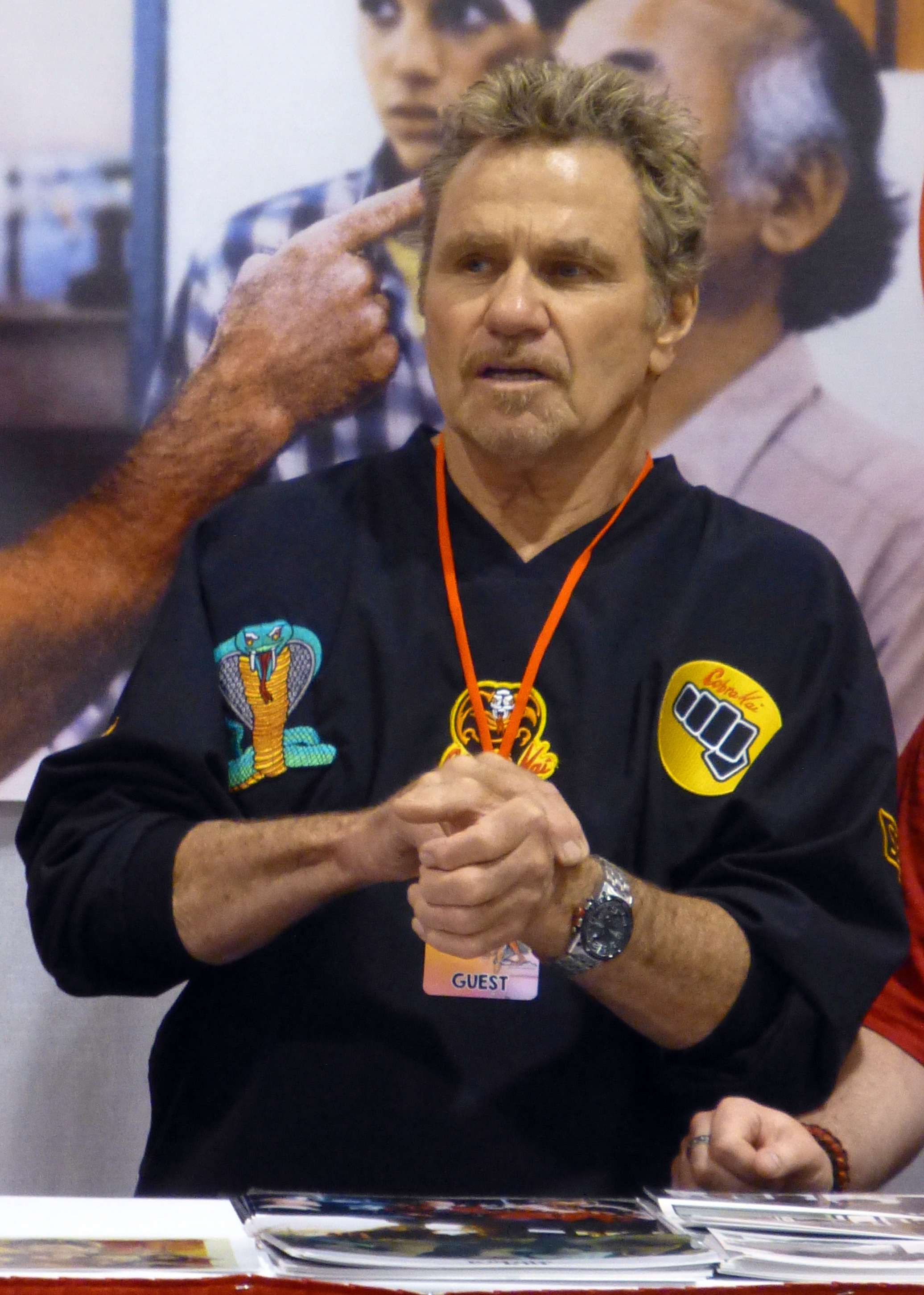
Kove em 2015

Em 2018, Kove retornou ao papel de John Kreese na série Cobra Kai, que se passa 34 anos após os eventos de O Karate Kid. A série foi bem sucedida.

## Filmografia

### Filmes
- Little Murders – Pequenos Crimes
- The Last House on the Left – A Última Casa à Esquerda
- Women in Revolt – Mulheres em Revolta
- Savages – Selvagens
- Cops and Robbers – Policiais e Ladrões
- The Wild Party – A Festa Selvagem
- White Line Fever – Febre da Linha Branca
- Death Race 2000 – Corrida da Morte - Ano 2000
- Capone – Capone
- The White Buffalo – O Búfalo Branco
- The Incredible Hulk – O Incrível Hulk (série de TV)
- Blood Tide – Maré de Sangue
- The Optimist – O Otimista
- Karate Kid – Karatê Kid – A Hora da Verdade
- Rambo: First Blood Part II – Rambo II – A Missão
- Karate Kid II – Karatê Kid II – A Hora da Verdade Continua
- Steele Justice – Justiça Steele
- Karate Kid III – Karatê Kid III – O Desafio Final
- Hard Time on Planet Earth – Missão: Planeta Terra (série de TV)
- Project Shadowchaser – Projeto Shadowchaser
- Shootfighter: Fight to the Death – Shootfighter: Lute até a Morte
- Future Shock – Choque do Futuro
- Wyatt Earp – Wyatt Earp – A Lenda
- Walker Texas Ranger – Walker, Texas Ranger (série de TV)
- Black Sheep – Cordeiro Negro
- Timelock – Bloqueio Temporal
- Judge and Jury – Juiz e Júri
- Nowhere Land – Terra de Ninguém
- Shadow Warriors II: Asalto a la montaña – Guerreiros das Sombras II: Assalto à Montanha
- Under Heavy Fire – Sob Fogo Intenso (TV)
- Final Justice – Justiça Final
- Crocodile 2: Death Swamp – Crocodilo 2: Pântano da Morte
- Hard Ground – Terreno Perigoso (TV)
- Curse of the Forty-Niner – A Maldição do 49er
- Barbarian – O Bárbaro
- Glass Trap – Armadilha de Vidro
- Miracle at Sage Street – O Milagre de Sage Street
- Max Havoc: Ring of Fire – Max Havoc: Círculo de Fogo
- The Dead Sleep Easy – Os Mortos Dormem em Paz
- Chinaman’s Chance: America’s Other Slaves – Chance do Chinês: Os Outros Escravos da América
- Savage – Savage
- War Wolves – Guerra dos Lobos (TV)
- Middle Men – Homens de Meio
- Tosh.0 – Tosh.0 (série de TV)
- Eternity: The Movie – Eternidade: O Filme
- Tapped Out – Desafio Final
- Cobra Kai – Cobra Kai
- Once Upon a Time in Hollywood – Era Uma Vez em... Hollywood
- More Than Miyagi: The Pat Morita Story – Mais que Miyagi: A História de Pat Morita

### Jogos
- Cobra Kai 2: Dojos Rising (2022) como John Kreese (voz)